# Hadfield (Derbyshire)
Hadfield è una cittadina della contea del Derbyshire, in Inghilterra.